# Théorie de la croissance endogène
La théorie de la croissance endogène renvoie à l'ensemble des théories de la croissance économique qui cherchent à expliquer la croissance économique par des variables endogènes, c'est-à-dire internes au modèle, au système économique lui-même. Cette théorie apparaît en réponse aux modèles de croissance exogène, en particulier le modèle de Solow, qui fondait la croissance économique de long terme sur le progrès technique, mais qui échouait à expliquer l'origine de ce progrès (il en restait donc un résidu inexpliqué). Le premier économiste ayant présenté un modèle de croissance endogène est Paul Romer, avec le modèle homonyme en 1986.

## Présentation

### Dominance des modèles de croissance exogène
La science économique a cherché, au XXe siècle, à expliquer l'origine de la croissance par ses facteurs déterminants. Le premier modèle de croissance a été le modèle de Harrod-Domar, d'inspiration keynésienne. Il mettait en avant que la croissance était instable à long terme. En 1956, le modèle de Solow est créé et devient dominant. Il se base sur un certain nombre d'hypothèses néoclassiques, comme le caractère décroissant des rendements des facteurs de production. Il conclut que toutes les économies convergent vers un état de croissance stationnaire sur le long terme, et que ce n'est que le progrès technique, régulier, qui permet de stimuler la croissance de long terme. Le modèle n'explique pas l'origine de ce progrès technique.
Le modèle de Solow fait immédiatement l'objet de critiques de la part d'économistes. Bien qu'il soit heuristiquement intéressant, il présente deux failles majeures. La première est que le modèle ne permet pas d'expliquer que les économies du monde n'aient pas convergé (le XXe siècle en Afrique), voire aient « décroché », comme l'Argentine ou la Russie. La deuxième faille est que l'innovation n'est pas expliquée par le modèle de Solow, dont les équations postulent qu'il puisse y en avoir, sans expliquer son origine. L'innovation est donc une sorte de « manne tombée du ciel », inexpliquée et, en l'état, inexplicable.
La faille explicative du modèle de Solow incite ainsi des économistes à mettre en place des modèles de croissance qui rendent le progrès technique, et plus largement la croissance, inters au modèle : il s'agit de tentatives d'une « endogénéisation » de la croissance. Dans les années 1960 et suivantes, des modèles dans lesquels la croissance est endogène, c'est-à-dire qu'elle est explicable par des facteurs internes au système économique, représentés par les équations fondamentales du modèle, émergent. Il n'existe donc pas un, mais des modèles de croissance endogène. La première tentative d'endogénéisation est le modèle AK.

### Création des modèles de croissance endogène
Le premier grand modèle de croissance endogène, toutefois, date de 1962 et est créé par Nicholas Kaldor et James Mirrlees. Ils publient un modèle faisant appel à une fonction de progrès technique qui est expliquée (et dépend) du niveau d'investissement. Le modèle n'admet toutefois pas l'existence de rendements croissants. La même année, Kenneth Arrow affine ce modèle en faisant dépendre la fonction de progrès de la quantité de connaissances déjà accumulée (qui sera plus tard appelée capital humain), ce qui permet d'avoir une économie à rendements d'échelle croissants tout en ayant des firmes à rendement au mieux constant. Cependant, ce résultat ne peut être obtenu si le taux de croissance de l'économie est constant.
Enfin, Paul Romer publie un article intitulé Increasing Returns and Long Run Growth. En partant d'une fonction de production admettant un nombre variable de paramètres, correspondant aux différentes catégories de biens d'équipement, et en montrant l'importance de la recherche et développement, il explique la croissance et l'innovation comme des phénomènes endogènes. Ce modèle ne prédit pas une convergence des économies, car il rejette l'hypothèse des rendements décroissants du capital.

## Facteurs de croissance

### Les rendements d'échelle
Si les rendements d'échelle sont majoritairement constants, certains investissements peuvent entraîner des rendements croissants, qui augmentent ainsi le capital physique et poussent la croissance. Par exemple, les infrastructures publiques causent des externalités positives en permettant des économies internes chez les producteurs privés. De plus il est important que les rendements d'échelles soient en croissance si l'économie crée des investissements moins faibles parce qu'au contraire les rendements d'échelles sont décroissants lorsque les investissements augmentent massivement.

### Le progrès technique (modèle de Romer)
Le progrès technique est réintégré au cœur de la croissance, ce n'est plus un « résidu » par rapport à l'apport des facteurs de production traditionnels considérés endogènes (ressources naturelles, capital, travail). C'est le modèle fondateur de Paul Romer qui rend endogène l'innovation car il la fait dépendre du comportement, des initiatives et du développement des compétences des agents économiques. L'innovation est alors une activité à rendement croissant qui augmente le stock de connaissances, et le « débordement » de ces connaissances finit par être bénéfique à tous, au lieu de se limiter à la firme innovante. Les firmes sont alors interdépendantes, la « course à l'innovation » de chaque firme profite à l'ensemble des firmes et tire l'économie vers la croissance.

### Le capital humain (modèle de Lucas)
Robert E. Lucas publie en 1988 son modèle dans un article appelé « On the mechanics of economic development ». Il y introduit l'existence d'un capital humain qu'il note {\displaystyle H}. La dimension du travail {\displaystyle L} disparaît au profit d'un capital physique couplé avec le capital humain dans la fonction de production {\displaystyle F(K,H)}.
Le capital humain désigne l'ensemble des formations, connaissances et bonne santé du travailleur qui le rendent plus productif. La mesure numérique du capital humain reste néanmoins subjective, mais cela permet de montrer l'importance d'un système éducatif et de santé considérable.

### L'action publique (modèle de Barro)
Le modèle de croissance exogène, du fait de son origine néoclassique, ne prend pas en compte l'effet de l'action de la puissance publique dans la croissance. Le modèle de croissance endogène prend en compte que l'action publique peut augmenter la productivité de l'économie, par exemple en augmentant le stock de connaissances (le capital humain) ou les infrastructures publiques. Dans le cas des infrastructures publiques, Robert Barro  conclut qu'elles facilitent la circulation des biens, des personnes, et de l'information, et que leur financement par l'impôt est alors bénéfique.

### L'innovation (modèle schumpétérien)
L'innovation est au cœur de la croissance au sein du modèle de croissance endogène basé sur la thèse schumpétérienne de la destruction créatrice. Les rentes attendues par la création d'une invention incitent les inventeurs à innover, ce qui permet des gains de productivité. Lorsque la rente s'éteint et que les concurrents peuvent réutiliser le produit, ils imitent, innovent, et améliorent.

## Applications
La théorie de la croissance endogène est aujourd'hui utilisée dans les modélisations de la Direction générale du Trésor.